# Bruderndorf (Gemeinde Niederhollabrunn)
Bruderndorf ist eine Ortschaft und eine Katastralgemeinde der Gemeinde Niederhollabrunn im Bezirk Korneuburg in Niederösterreich.

## Geografie
Das Dorf befindet sich nördlich von Niederhollabrunn und liegt am Senningbach, der westlich des Ortskerns vorbeifließt. Der Ort wird von der Landesstraße L26 erschlossen.

## Geschichte
Im Jahr 1822 wurde der Ort als Dorf mit 72 Häusern genannt, das nach Niederhollabrunn eingepfarrt war, wohin auch die Kinder eingeschult wurden. Die Herrschaft Streitdorf besaß die Ortsobrigkeit und besorgte die Konskription. Die Landgerichtsbarkeit wurde von der Herrschaft Kreutzenstein ausgeübt. Die Untertanen und Grundholde des Ortes gehörten den Herrschaften Streitdorf, Praunsperg, Kreutzenstein und Niederhollabrunn.
Laut Adressbuch von Österreich waren im Jahr 1938 in der Ortsgemeinde Bruderndorf ein Taxiunternehmer, ein Gastwirt, zwei Gemischtwarenhändler, eine Hebamme, ein Schmied, drei Schuster, ein Viktualienhändler und mehrere Landwirte mit Ab-Hof-Verkauf ansässig. Weiters gab es eine Mühle und eine Milchgenossenschaft.

## Sehenswürdigkeiten
- Ortskapelle Bruderndorf, ein dem hl. Rochus geweihter, spätbarocker Bau mit eingezogener Apsis und Giebelreiter